# Richard Barthelmess

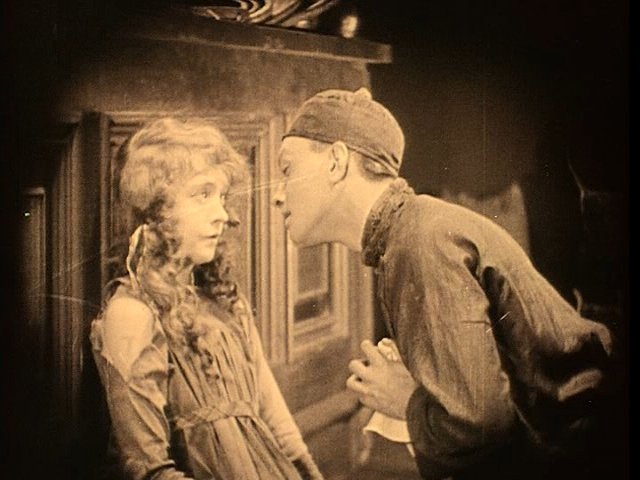
Lillian Gish i Richard Barthelmess a "Lliris trencats" (1919)

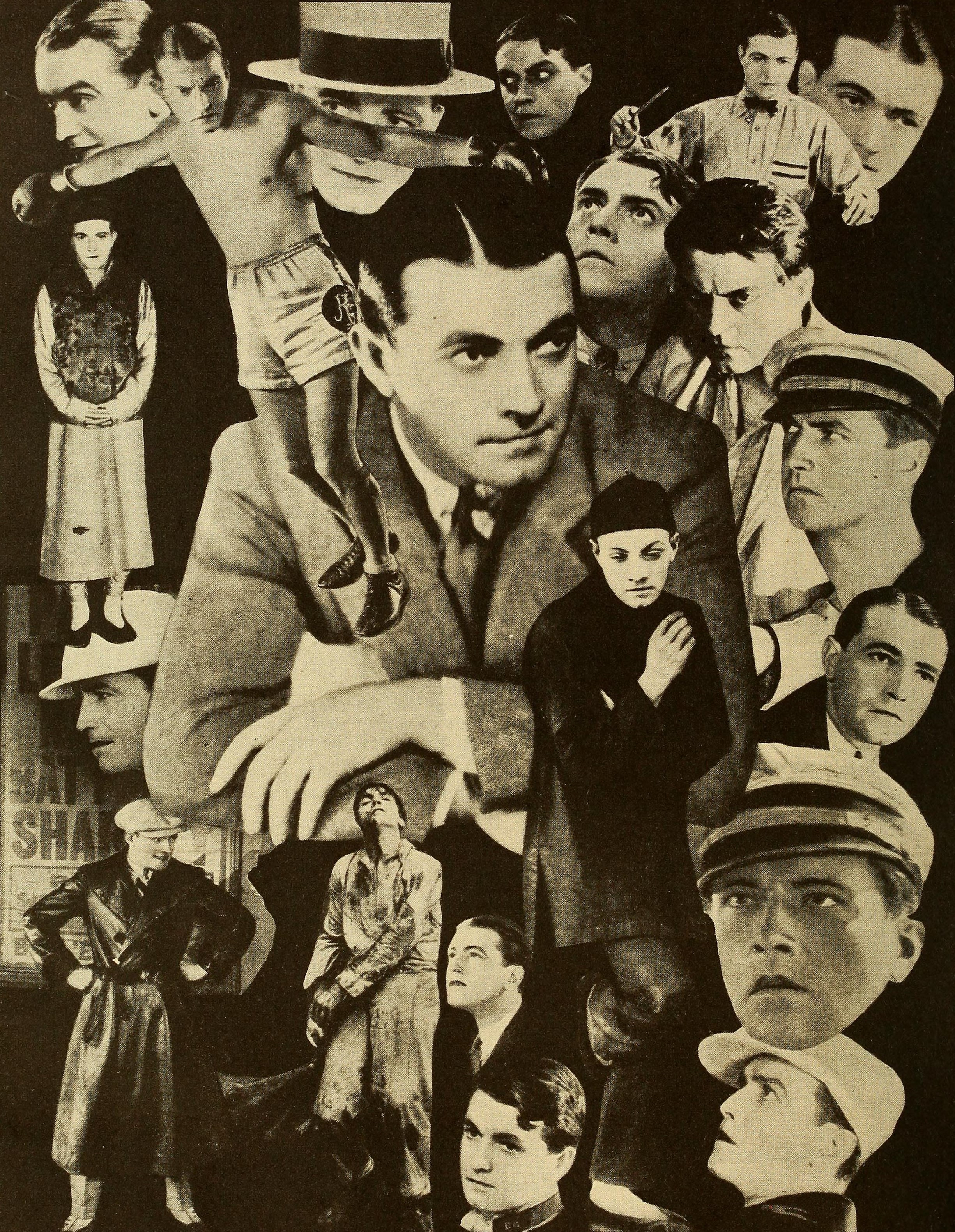
Collage de diferents papers interpretats per l'actor

Richard Barthelmess (Nova York), 9 de maig de 1895 − Southampton (Nova York), 17 d’agost de 1963) va ser un actor actiu sobretot durant l’època del cinema mut. Les seves interpretacions més conegudes són fent la rèplica a Lillian Gish a “Lliris trencats” (1919) i “Way Down East” (1920). Fou nominat a l'Oscar al millor actor” en la primera edició dels Oscars per les pel·lícules “The Patent Leather Kid” (1927) i “The Noose” (1928).

## Biografia
Richard Semler Barthelemys va néixer el 1895 fill d’Alfred Barthelmys, un comerciant, i Caroline Harris, una actriu de teatre. El seu pare va morir quan ell només tenia un any i la seva mare retornà al teatre. Va ser educat a l’acadèmia militar de Hudson River i al Trinity College de Hartford, a Connecticut, moment en què es va canviar el nom a Barthelmess. A l’institut va participar com amateur en diverses obres i a l’estiu col·laborant amb la seva mare. La seva mare donava classes d’anglès a l’actriu Alla Nazimova i el 1916 aquesta va convèncer Barthelmess de provar de fer d’actor de manera professional. Va fer el seu debut a la pantalla el 1916 en el serial “Gloria’s Romance” fent d’extra i en la següent pel·lícula, “War Brides”, de la Nazimova, ja figurava en els títols. També va fer papers menors en diferents pel·lícules de Marguerite Clark (“Snow White” (1916), “The Valentine Girl” (1917), “The Seven Swans” (1917)). Més tard va cridar l’atenció de D. W. Griffith que el contractà atret per la seva combinació de força i sensibilitat que feia que tant homes com dones hi confiessin. Sota la seva direcció fou protagonista a “Lliris trencats” (1919) i “Way Down East” (1920). En aquesta darrera pel·lícula conegué Mary Hay amb qui es casà el 18 de juny de 1920. Tingueren una filla, Mary. Posteriorment fundà la seva pròpia productora, Inspiration Film Company, juntament amb Charles Duell i Henry King. Poc després estrenarien un dels seus grans èxits, "Tol'able David" (1921) en el que fou la millor interpretació de la carrera de Barthelmess, un adolescent mancat de coratge.
Aviat esdevingué un dels actors més ben pagats de Hollywood (la First National li pagava 375.000 dòlars a l’any per tres pel·lícules). Cap a final de l’època de l cinema mut protagonitzaria “The Patent Leather Kid” (1927) i “The Noose” (1928) per les que seria nominat a l'Oscar al millor actor en la primera edició dels premis. Barthelmess i Hay es divorciaren el 1927 i l’actor es va tornar a casar, amb Jessica Stewart Sargent l’abril de 1928. Adoptaren un fill, Stewart. Va ser un dels membres fundadors de l'Acadèmia de les Arts i les Ciències Cinematogràfiques dels Estats Units.
Va fer la transició al sonor mantenint el seu estatus d’estrella. Entre les principals pel·lícules que protagonitzà es poden destacar “Son of the Gods” (1930), “The Dawn Patrol” (1930), ”The Last Flight” (1931), “The Cabin in the Cotton” (1932) o “Heroes for Sale” (1933). La seva popularitat començà a minvar en esdevenir massa gran per a papers juvenils. Feu alguns papers de persona madura però s’acabà retirant el 1942. Un dels seus darrers papers fou el de marit de Rita Hayworth a “Només els àngels tenen ales” (1939).
En deixar el cinema durant la Segona Guerra Mundial s’allistà a la reserva de la marina i arribà a comandant. Després es retirà a Long Island i es dedicà als negocis immobiliaris. Va morir víctima d’un càncer de coll el 17 d’agost de 1963 als 68 anys.

## Filmografia
- Gloria's Romance (1916)
- War Brides (1916)
- Snow White (1916)
- Just a Song at Twilight (1916)
- The Moral Code (1917)
- The Eternal Sin (1917)
- The Valentine Gir] (1917)
- The Soul of a Magdalen (1917)
- The Streets of Illusion (1917)
- Camille  (1917)
- Bab's Diary (1917)
- Bab's Burglar (1917)
- Nearly Married (1917)
- For Valour (1917)
- The Seven Swans (1917)
- Sunshine Nan (1918)
- Rich Man, Poor Man (1918)
- Hit-the-Trail Holliday (1918)
- Wild Primrose (1918)
- The Hope Chest (1918)
- Boots (1919)
- The Girl Who Stayed at Home (1919)
- Three Men and a Girl (1919)
- Peppy Polly (1919)
- Lliris trencats (Broken Blossoms) (1919)
- I'll Get Him Yet (1919)
- Scarlet Days (1919)
- The Idol Dancer (1920)
- The Love Flower (1920)
- Way Down East (1920)
- Experience (1921)
- Tol'able David (1921)
- The Seventh Day (1922)
- Sonny (1922)
- The Bond Boy (1922)
- Fury (1923)
- The Bright Shawl (1923)
- The Fighting Blade (1923)
- Twenty-One (1923)
- The Enchanted Cottage (1924)
- Classmates (1924)
- New Toys (1925)
- Soul-Fire (1925)
- Ranson's Folly (1926)
- The Amateur Gentleman (1926)
- The White Black Sheep (1926)
- Camille (1926)
- Just Suppose (1926)
- The Patent Leather Kid (1927)
- The Drop Kick (1927)
- The Noose (1928)
- The Little Shepherd of Kingdom Come (1928)
- Wheel of Chance (1928)
- Out of the Ruins (1928)
- Scarlet Seas (1928)
- Weary River (1929)
- Drag (1929)
- Young Nowheres (1929)
- The Show of Shows (1929)
- Son of the Gods (1930)
- The Dawn Patrol (1930)
- The Lash (1930)
- The Finger Points (1931)
- The Last Flight (1931)
- Alias the Doctor (1932)
- The Cabin in the Cotton (1932)
- Central Airport (1933)
- Heroes for Sale (1933)
- Midnight Alibi (1934)
- Massacre (1934)
- A Modern Hero (1934)
- Four Hours to Kill! (1935)
- Només els àngels tenen ales (Only Angels Have Wings) (1939)
- The Man Who Talked Too Much (1940)
- The Spoilers (1942)
- The Major of 44th Street (1942)
- The Great Chase (1962)